# Pennella sagitta
Pennella sagitta är en kräftdjursart som först beskrevs av Carl von Linné 1758.  Pennella sagitta ingår i släktet Pennella och familjen Pennellidae. Inga underarter finns listade i Catalogue of Life.